# Ugra
Ugra – rzeka w Rosji, lewy dopływ Oki. Długość 399 km, powierzchnia dorzecza 15 700 km². Obszary położone nad Ugrą zostały uznane za rezerwat biosfery.
Latem 1408 r. nad brzegami Ugry zawarto korzystny dla Litwy pokój pomiędzy Wielkim Księstwem Litewskim a Księstwem Moskiewskim, ustanawiający rzekę granicą stref wpływów.
W 1480 r. Achmat, chan Wielkiej Ordy, wraz ze swoją armią zatrzymał się nad rzeką (stanięcie nad Ugrą), oczekując posiłków litewskich, obiecanych mu przez Kazimierza IV Jagiellończyka. Celem wspólnej wyprawy miało być ukaranie księcia moskiewskiego Iwana III Wasiljewicza, będącego lennikiem Ordy, za wieloletnie niepłacenie daniny. Ponieważ posiłki nie nadeszły, wyprawa została odwołana. W tradycji rosyjskiej historiografii, to wydarzenie jest uznawane za symboliczny akt odzyskana suwerenności przez Wielkie Księstwo Moskiewskie.